# Cymbopetalum parviflorum
Cymbopetalum parviflorum là loài thực vật có hoa thuộc họ Na. Loài này được Nancy A. Murray mô tả khoa học đầu tiên năm 1993.

## Phân bố
Loài này có ở tây nam Mexico.

## Lưu ý
The Plant List nhầm lẫn khi coi Cymbopetalum parvifolium Rusby, 1910 (tên có nghĩa là lá nhỏ) là loài hợp lệ, đồng thời coi C. parviflorum N.A.Murray, 1993 (tên có nghĩa là hoa nhỏ) là đồng nghĩa của Cardiopetalum calophyllum.
Henry Hurd Rusby mô tả loài C. parvifolium theo mẫu vật thu được ở độ cao 550 m (1.800 ft) tại Tumupasa, Bolivia, trùng khu vực phân bố với Cardiopetalum calophyllum, hiện đã được Plants of the World Online sửa lại là đồng nghĩa của Cardiopetalum calophyllum, trong khi C. parviflorum mà Nancy A. Murray mô tả năm 1993 trong Syst. Bot. Monogr. 40: 48 đã được Plants of the World Online sửa lại là loài hợp lệ.